# Håltjärnen (Torrskogs socken, Dalsland)
Håltjärnen är en sjö i Bengtsfors kommun i Dalsland och ingår i Göta älvs huvudavrinningsområde. Sjön har en area på 0,174 kvadratkilometer och ligger 118,3 meter över havet. Sjön avvattnas av vattendraget Grötelsbäcken.

## Delavrinningsområde
Håltjärnen ingår i det delavrinningsområde (656679-128925) som SMHI kallar för Vid mätstation Lefsebäcken. Medelhöjden är 118 meter över havet och ytan är 5,57 kvadratkilometer. Det finns inga avrinningsområden uppströms utan avrinningsområdet är högsta punkten. Grötelsbäcken som avvattnar avrinningsområdet har biflödesordning 3, vilket innebär att vattnet flödar genom totalt 3 vattendrag innan det når havet efter 216 kilometer. Avrinningsområdet består mestadels av skog (83 procent). Avrinningsområdet har 0,35 kvadratkilometer vattenytor vilket ger det en sjöprocent på 6,4 procent.